# Lisette Model
Lisette Model (nome artístico de Elise Amelie Felicie Stern; 10 de novembro de 1901 - 30 de março de 1983) foi uma fotógrafa norte-americana nascida na Áustria, conhecida principalmente pelo franco humanismo da sua fotografia de rua .
Fotógrafa prolífica na década de 1940 e membro da cooperativa Photo League de Nova York, o trabalho de Lisette Model foi publicado na PM's Weekly, Harper's Bazaar e US Camera. Depois de começar a lecionar, em 1949, por intermédio de Ansel Adams, Lisette Model continuou a fotografar e ensinou na New School for Social Research, em Nova Iorque, de 1951 até à sua morte, em 1983. Teve alunos notáveis, entre os quais foi Diane Arbus. O seu trabalho foi apresentado em inúmeras exposições e ainda é mostrado em várias coleções permanentes, incluindo na da National Gallery of Canada e no J. Paul Getty Museum.

## Publicações
- "Lisette Model: Photographs by Lisette Model", prefácio de Berenice Abbott, publicado em 1979 pela Aperture Foundation e reeditado em 2008 para o vigésimo quinto aniversário da morte de Model.
- "Lisette Model" por Ann Thomas, publicado em 1990 pela National Gallery of Canada para acompanhar uma abrangente exposição retrospectiva do trabalho de Model.